# Mondonville-Saint-Jean

Mondonville-Saint-Jean este o comună în departamentul Eure-et-Loir, Franța. În 1 ianuarie 2022 avea o populație de 93 de locuitori.